# Domenico Orsini d'Aragona
Domenico Orsini d'Aragona, noto anche come Domenico II in riferimento al ruolo di Principe nella sua casata (Napoli, 5 giugno 1719 – Roma, 10 gennaio 1789), è stato un cardinale e principe italiano.

## Primi anni, matrimonio e discendenza
Nacque il 5 giugno 1719 a Napoli, figlio del principe Ferdinando Bernualdo Filippo Orsini d'Aragona, e della sua seconda moglie la principessa Giacinta Ruspoli. Pronipote di papa Benedetto XIII, nella sua famiglia non erano mai mancati sin dall'epoca medievale alti prelati e personaggi influenti nel mondo ecclesiastico.
Alla morte del padre nel 1734, come primogenito, ebbe il diritto di succedergli come XV duca di Gravina e VI principe di Solofra, V principe di Vallata, II principe di Roccagorga, conte di Muro Lucano, patrizio di Napoli, Genova, Ancona e Venezia, nobile di Corneto e conte palatino. Nel 1735 venne nominato assistente al soglio pontificio e fu ambasciatore della regina Maria Amalia di Borbone-Due Sicilie presso papa Clemente XIII.
Il 19 aprile 1738 sposò la principessa Anna Paola Flaminia Odescalchi, figlia del Principe Baldassare Odescalchi e di sua moglie la Principessa  Maddalena Borghese, dalla quale ebbe quattro figli: 
- Maria Maddalena (12 febbraio 1739-26 ottobre 1739)
- Giacinta (1741-1759), sposò Antonio II Boncompagni Ludovisi, poi principe di Piombino
- Filippo (9 agosto 1742-maggio 1745)
- Amedeo, poi chiamato Filippo Bernualdo (9 agosto 1742-3 novembre 1824), che succedette al padre come duca di Gravina.

## Cardinalato e carriera ecclesiastica
Dopo la morte della moglie nel 1742, Domenico ebbe una profonda crisi spirituale che lo portò alla decisione di voler intraprendere la carriera ecclesiastica nel 1743. Il 9 settembre 1743, dunque, Benedetto XIV lo creò cardinale diacono, inviandogli la berretta cardinalizia il 30 settembre dello stesso anno tramite monsignor Filippo Maria Pirelli, futuro cardinale anch'egli e fino alla nomina del cardinale Giovanni Francesco Albani è stato il porporato italiano più giovane. Il 21 maggio 1744 ricevette la diaconia dei santi Vito e Modesto. Entrò quindi nelle consulte del Sacro Concilio, per l'Immunità ecclesiastica, della Propaganda Fide, della Sacra Consulta, del Buon Governo e altre, ottenendo la dispensa per non aver ricevuto nemmeno gli ordini minori. Ottenne ricchi benefici da re Carlo III di Napoli che gli concesse il titolo di grande di Spagna. Il 26 novembre 1763 optò per la diaconia di Santa Maria ad Martyres, ricevendo quindi il suddiaconato (1768), il diaconato (1768) e divenendo quindi ambasciatore di re Ferdinando IV di Napoli presso la Santa Sede.
Venne infine ordinato sacerdote il 6 novembre 1768. Prese parte al conclave del 1769 che elesse papa Clemente XIV e nuovamente a quello del 1774-1775 che elesse papa Pio VI. Optò quindi per la diaconia di Sant'Agata alla Suburra il 17 febbraio 1777, passando poi a quella di Santa Maria in Via Lata il 13 dicembre 1779. Nominato cardinale protodiacono, si dimostrò sempre particolarmente generoso nei confronti dei poveri e munificente nei confronti di molte chiese che vantarono della sua protezione.
Morì a Roma il 10 gennaio 1789. La sua salma venne esposta alla pubblica venerazione nella chiesa di Santa Maria in Vallicella dove ebbero luogo anche i funerali. Fu sepolto nella basilica di San Giovanni in Laterano nella cappella di famiglia, secondo la sua volontà.

## Albero genealogico
|                                                         |                                                         |                                                  | Genitori                                              |  |  | Nonni |  |  | Bisnonni                              |  |  | Trisnonni                                  |  |
|                                                         |                                                         |                                                  |                                                       |  |  |       |  |  | Ferdinando Orsini, XI duca di Gravina |  |  | Pietro Francesco Orsini, X duca di Gravina |  |
|                                                         |                                                         |                                                  |                                                       |  |  |       |  |  | Ferdinando Orsini, XI duca di Gravina |  |  | Pietro Francesco Orsini, X duca di Gravina |  |
|                                                         |                                                         | Dorotea Orsini                                   |                                                       |  |  |       |  |  | Ferdinando Orsini, XI duca di Gravina |  |  |                                            |  |
| Domenico I Orsini d'Aragona, XIII duca di Gravina       |                                                         |                                                  |                                                       |  |  |       |  |  | Ferdinando Orsini, XI duca di Gravina |  |  |                                            |  |
|                                                         |                                                         | Giovanna Frangipani della Tolfa                  | Carlo Frangipani della Tolfa                          |  |  |       |  |  |                                       |  |  |                                            |  |
|                                                         |                                                         | Giovanna Frangipani della Tolfa                  | Carlo Frangipani della Tolfa                          |  |  |       |  |  |                                       |  |  |                                            |  |
|                                                         |                                                         | Giovanna Frangipani della Tolfa                  | Fulvia del Tufo                                       |  |  |       |  |  |                                       |  |  |                                            |  |
| Filippo Bernualdo Orsini d'Aragona, XIV duca di Gravina |                                                         | Giovanna Frangipani della Tolfa                  |                                                       |  |  |       |  |  |                                       |  |  |                                            |  |
|                                                         |                                                         | Leonardo VI di Tocco                             | Antonio di Tocco                                      |  |  |       |  |  |                                       |  |  |                                            |  |
|                                                         |                                                         | Leonardo VI di Tocco                             | Antonio di Tocco                                      |  |  |       |  |  |                                       |  |  |                                            |  |
|                                                         |                                                         | Leonardo VI di Tocco                             | Porzia di Tocco                                       |  |  |       |  |  |                                       |  |  |                                            |  |
| Ippolita di Tocco                                       |                                                         | Leonardo VI di Tocco                             |                                                       |  |  |       |  |  |                                       |  |  |                                            |  |
|                                                         |                                                         | Beatrice Ventimiglia                             | Giovanni IV Ventimiglia, IV principe di Castelbuono   |  |  |       |  |  |                                       |  |  |                                            |  |
|                                                         |                                                         | Beatrice Ventimiglia                             | Giovanni IV Ventimiglia, IV principe di Castelbuono   |  |  |       |  |  |                                       |  |  |                                            |  |
|                                                         |                                                         | Beatrice Ventimiglia                             | Felice Marchese                                       |  |  |       |  |  |                                       |  |  |                                            |  |
| Domenico II Orsini d'Aragona, XV duca di Gravina        |                                                         | Beatrice Ventimiglia                             |                                                       |  |  |       |  |  |                                       |  |  |                                            |  |
|                                                         | Alessandro Marescotti Capizucchi, V conte di Vignanello | Sforza Vicino Marescotti, IV conte di Vignanello |                                                       |  |  |       |  |  |                                       |  |  |                                            |  |
|                                                         | Alessandro Marescotti Capizucchi, V conte di Vignanello | Sforza Vicino Marescotti, IV conte di Vignanello |                                                       |  |  |       |  |  |                                       |  |  |                                            |  |
|                                                         | Alessandro Marescotti Capizucchi, V conte di Vignanello | Vittoria Ruspoli                                 |                                                       |  |  |       |  |  |                                       |  |  |                                            |  |
| Francesco Maria Marescotti Ruspoli                      | Alessandro Marescotti Capizucchi, V conte di Vignanello |                                                  |                                                       |  |  |       |  |  |                                       |  |  |                                            |  |
|                                                         |                                                         | Anna Maria Corsini                               | Andrea Corsini                                        |  |  |       |  |  |                                       |  |  |                                            |  |
|                                                         |                                                         | Anna Maria Corsini                               | Andrea Corsini                                        |  |  |       |  |  |                                       |  |  |                                            |  |
|                                                         |                                                         | Anna Maria Corsini                               | Agnoletta de' Medici                                  |  |  |       |  |  |                                       |  |  |                                            |  |
| Giacinta Marescotti Ruspoli                             |                                                         | Anna Maria Corsini                               |                                                       |  |  |       |  |  |                                       |  |  |                                            |  |
|                                                         |                                                         | Giuseppe Angelo Cesi, V duca d'Acquasparta       | Giovanni Cesi, III principe di San Polo e Sant'Angelo |  |  |       |  |  |                                       |  |  |                                            |  |
|                                                         |                                                         | Giuseppe Angelo Cesi, V duca d'Acquasparta       | Giovanni Cesi, III principe di San Polo e Sant'Angelo |  |  |       |  |  |                                       |  |  |                                            |  |
|                                                         |                                                         | Giuseppe Angelo Cesi, V duca d'Acquasparta       | Giulia Veronica Ravignani Sforza Manzuoli             |  |  |       |  |  |                                       |  |  |                                            |  |
| Isabella Cesi                                           |                                                         | Giuseppe Angelo Cesi, V duca d'Acquasparta       |                                                       |  |  |       |  |  |                                       |  |  |                                            |  |
|                                                         |                                                         | Giacinta Conti                                   | Carlo Conti, duca di Poli e Guadagnolo                |  |  |       |  |  |                                       |  |  |                                            |  |
|                                                         |                                                         | Giacinta Conti                                   | Carlo Conti, duca di Poli e Guadagnolo                |  |  |       |  |  |                                       |  |  |                                            |  |
|                                                         |                                                         | Giacinta Conti                                   | Isabella Muti di Rignano                              |  |  |       |  |  |                                       |  |  |                                            |  |
|                                                         |                                                         | Giacinta Conti                                   |                                                       |  |  |       |  |  |                                       |  |  |                                            |  |